# 기독교 민주주의 정당 목록
다음은 현존하는 기독교 민주주의 정당들의 목록이다.

## 정당 목록
추가 부탁드립니다.

### ㄴ
네덜란드
- 네덜란드 기독교민주당 아펠

### ㄷ
독일
- 독일 기독교민주연합
- 바이에른 기독교사회연합

### ㄹ
러시아
- 러시아 기독교민주당

### ㅁ
멕시코
- 국민행동당

### ㅅ
세르비아
- 세르비아 기독교민주당

 스위스
- 스위스 기독교민주인민당

 스페인
- 국민당

### ㅇ
오스트레일리아
- 기독교민주당

 오스트리아
- 오스트리아 인민당

 이탈리아
- 기독교민주당

### ㅊ
칠레
- 기독교민주당

### ㅍ
프랑스
- 기독교민주당

### ㅎ
헝가리
- 기독교민주인민당

## 같이 보기
- 기독교 좌파
- 기독교 우파
- 공동체주의